# Wiedereinstellungsanspruch
Als Wiedereinstellungsanspruch bezeichnet man den Anspruch eines Arbeitnehmers auf den Abschluss eines neuen Arbeitsvertrages zu den Bedingungen des zuvor wirksam gekündigten Arbeitsvertrages. Ein Wiedereinstellungsanspruch kann nur dann in Betracht kommen, wenn sich nach wirksamer Kündigung die für die Kündigung maßgeblichen Umstände so ändern, dass der Kündigungsgrund praktisch „entfällt“. In diesen Fällen erscheint also der Verlust des Arbeitsplatzes in der Rückschau nicht mehr gerechtfertigt.
In der Rechtsprechung seit Jahrzehnten anerkannt ist der Wiedereinstellungsanspruch für den Fall der Verdachtskündigung, also zum Beispiel in dem Fall, dass einem Arbeitnehmer wegen des Verdachts einer schweren Verfehlung, typischerweise einer Straftat, außerordentlich (fristlos) gekündigt wird. Wenn sich dann später aufgrund neuer Erkenntnisse die Unschuld des Arbeitnehmers herausstellt, besteht ein Wiedereinstellungsanspruch.
Seit einer grundlegenden Entscheidung aus dem Jahr 1997 erkennt das Bundesarbeitsgericht den Wiedereinstellungsanspruch in ständiger Rechtsprechung auch in Fällen der ordentlichen Kündigung an, wenn der zum maßgeblichen Zeitpunkt (Zugang der Kündigung) gegebene Kündigungsgrund später entfällt. Seitdem sind zur betriebsbedingten Kündigung, dem Hauptfall der ordentlichen Kündigung, zahlreiche Entscheidungen zum Wiedereinstellungsanspruch ergangen. Nicht abschließend geklärt ist hingegen, unter welchen engen Voraussetzungen ein Wiedereinstellungsanspruch besteht, unter welchen Einschränkungen er anzuerkennen ist und welche Funktion er im Kündigungsschutzrecht erfüllt.

## Rechtsprechung des BAG
- Wiedereinstellungsanspruch nach Betriebsübergang
- Wiedereinstellung nach Betriebsübergang in der Insolvenz